# (6350) Schlüter
(6350) Schluter, désignation internationale (6350) Schlüter, est un astéroïde de la ceinture principale.

## Description
(6350) Schluter est un astéroïde de la ceinture principale. Il fut découvert le 17 octobre 1960 à l'Observatoire Palomar par Cornelis Johannes van Houten, Ingrid van Houten-Groeneveld et Tom Gehrels. Il présente une orbite caractérisée par un demi-grand axe de 3,12 UA, une excentricité de 0,11 et une inclinaison de 11,5° par rapport à l'écliptique.

## Compléments